# Survival Family
Survival Family (サバイバルファミリー, Sabaibaru famirī) és una pel·lícula road de comèdia dramàtica japonesa del 2017 dirigida per Shinobu Yaguchi. La pel·lícula va ser produïda per Takashi Ishihara, Minami Ichikawa i Kiyoshi Nagai i es va estrenar l'11 de febrer de 2017. La pel·lícula va ser seleccionada per al Festival i Premis Internacionals de Cinema de Macau 2017.

## Argument
Aquesta pel·lícula se centra en el personatge principal Yoshiyuki Suzuki (interpretat per Fumiyo Kohinata) i la seva família. Quan l'electricitat a Tòquio s'atura a causa d'una erupció solar, la ciutat està a punt del pànic. Yoshiyuki ha de dirigir la seva família per lluitar per la supervivència. La família està acostumada a ser malmesa per la vida urbana moderna. Tanmateix, aprenen a fer front a les dures realitats d'un Japó distòpic on la manca d'electricitat ha portat a tothom a redescobrir les antigues maneres que no depenen de la tecnologia.

## Repartiment
- Fumiyo Kohinata[3]
- Eri Fukatsu[3]
- Yuki Izumisawa[3]
- Wakana Aoi[3]